# Église San Salvador de Murano
 (mars 2017).
Si vous disposez d'ouvrages ou d'articles de référence ou si vous connaissez des sites web de qualité traitant du thème abordé ici, merci de compléter l'article en donnant les références utiles à sa vérifiabilité et en les liant à la section « Notes et références ».
Pour les articles homonymes, voir San Salvatore.

L'église San Salvatore (vénitien : San Salvador, église Saint-Sauveur) était une église catholique de Venise, en Italie.

## Localisation
L'église San Salvador était située sur l'île de Murano, dans son îlot central. Il reste encore aujourd'hui le rio terà San Salvador et le ramo San Salvador sur le site.

## Historique
L'église de San Salvatore (vén.: San Salvador) était la plus ancienne de Murano.
Elle fut construite sous la forme d'une chapelle au Ve siècle. Elle possédait trois nefs, divisées par des colonnes de marbre. Le baptistère se trouvait à côté de l'autel majeur. L'église, orientée, avait trois autels et une seule porte. Le pavement était antique. 
L'église fut reconstruite totalement en 1054 sous l'évêque Orso II.
En 1068 elle a été reconstruite avec les finances du riche muranais Domenico Moro et en 1743 elle a été reconsacrée, après avoir été reconstruite par le curé Girolamo Calura. Pendant un certain temps, elle a été associée au monastère de Sainte-Marie des Anges.
Paroisse jusqu'en 1810, elle a été démolie en 1834. Peu après sa démolition fut érigé un oratoire selon les plans de Giuseppe Moro.